# نهر مياس

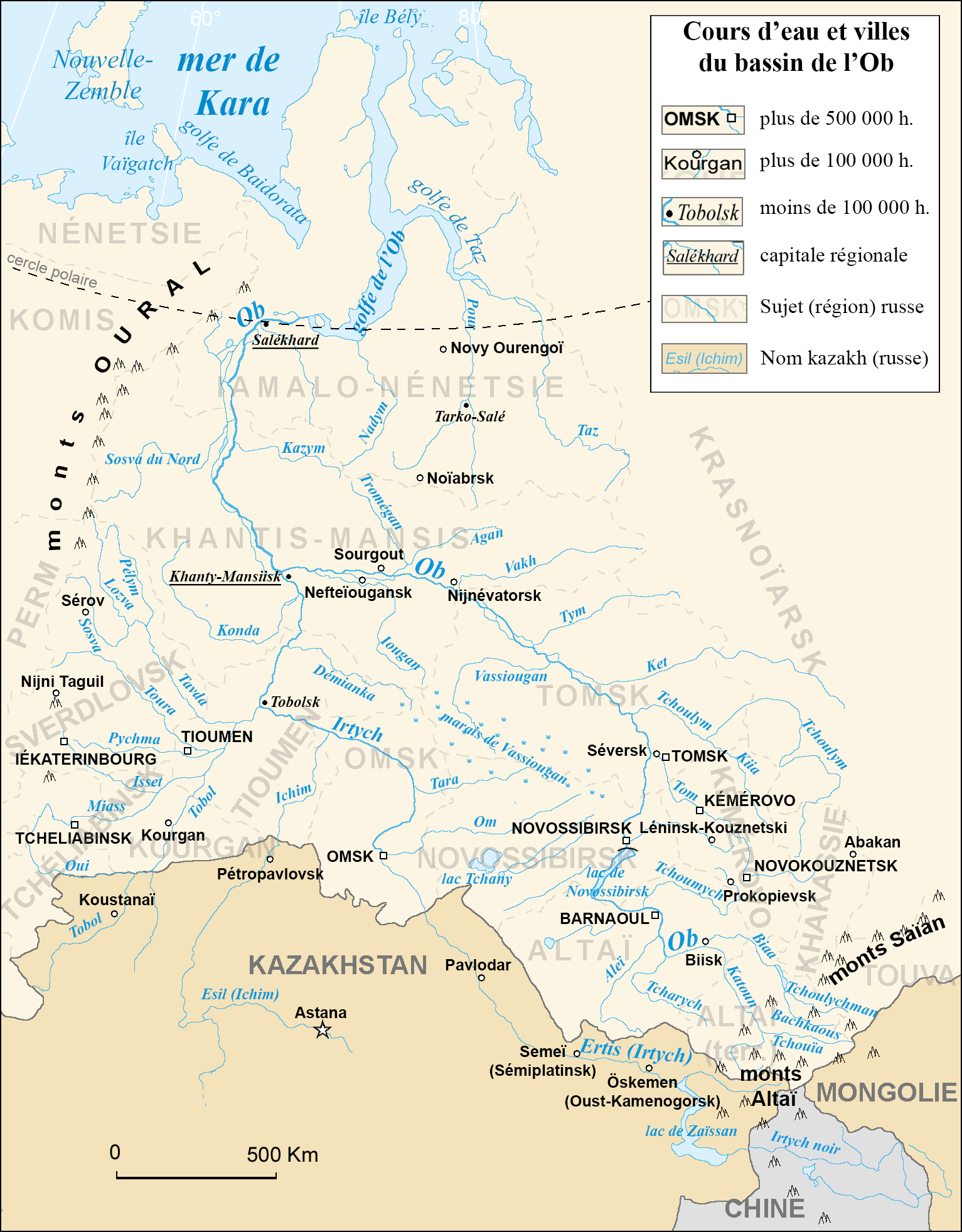
نهر مياس في الشمال الغربي من الزاوية

نهر مياس (بالروسية : Миасс، باشكير : Мейәс) هو نهر في الجانب الشرقي من جبال الأورال قرب تشيليابينسك. يتدفق في شمال شرق أساسا ثم ينضك إلى نهر أيست ويستمر في التدفق في الشمال الشرقي شمال لينضم إلى نهر توبول الأمر الذي يؤدي إلى نهر أوب والذي يصب في المحيط المتجمد الشمالي. طوله 658 كم ومساحة حوضه 21800 كيلومترا مربعا. نهر مياس يتجمد في أواخر أكتوبر تشرين الثاني / نوفمبر ويبقى تحت الجليد حتى نيسان / أبريل. وتقع مدن تشيليابينسك ومياس على ضفافه.